# Chojnatka (zniesiona osada)
Chojnatka – zniesiona nazwa osady w Polsce położona w województwie łódzkim, w powiecie skierniewickim, w gminie Kowiesy.
Nazwa miejscowości została zniesiona z 2022 r.
W latach 1975–1998 miejscowość administracyjnie należała do województwa skierniewickiego.